# Белият шейх
„Белият шейх“ (на италиански: Lo sceicco bianco) е италиански романтична комедия филм, излязъл по екраните през 1952 година. Режисиран от Федерико Фелини по идея на Микеланджело Антониони, с участието на Алберто Сорди и Леополдо Триесте в главните роли. Сценарият е написан също от Фелини в сътрудничество с Тулио Пинели и Енио Флаяно.

## Сюжет
Млада двойка от провинцията отива в Рим. Съпругът иска да представи жена си на близките си. По това време в предградията на Рим се правят снимки за популярно списание, посветено на приключенията на смелия Бял шейх. Белият шейх е изобразен като актьор със съпруга, които са влюбени. Съпругата успява да измами мъжа си и да избяга от хотелската стая, за да види любимия си актьор. Съпругът се опитва да намери жена си. След като тя успява да се запознае със своя идол, разбира, че в живота той изобщо не е такъв, какъвто тя си го е представяла.

## В ролите
| Актьор           | Роля            |
| ---------------- | --------------- |
| Алберто Сорди    | Фернандо Раволи |
| Брунела Бово     | Ванда Кавали    |
| Леополдо Триесте | Иван Кавали     |
| Джулиета Мазина  | Кабирия         |
| Лилия Ланди      | Фелга           |